# Liste der denkmalgeschützten Objekte in Šluknov
Grundlage dieser Liste der denkmalgeschützten Objekte in Šluknov ist die ÚSKP-Liste (Ústřední seznam kulturních památek České republiky, deutsch Zentrale Liste der Kulturdenkmäler der Tschechischen Republik), die von der tschechischen Denkmalschutzbehörde NPÚ (Národní památkový ústav, deutsch Nationale Denkmalbehörde) seit 1987 geführt wird und an die seit dem Jahr 1850 geschaffenen Listen anschließt.

## Denkmalgeschützte Objekte nach Ortsteilen

### Šluknov(Schluckenau)
| Lage                                                          | Objekt                                                     | Beschreibung | ÚSKP-Nr.                  | Bild                                |
| ------------------------------------------------------------- | ---------------------------------------------------------- | --- | ------------------------- | ----------------------------------- |
| Šluknov, Zámecká 642 (Standort)                               | Schloss Schluckenau (Zámek Šluknov)                        | Schlossanlage (ohne Nebengebäude) mit - Schloss - Fischteich - Park und Umfassungsmauer mit Tor | 11622/5-3969 Info Katalog | weitere Bilder                      |
| Šluknov, Zámecká 645, Sladovnická, Budišínská (Standort)      | Mälzerei mit Kesselanlage                                  | Mälzerei mit Kesselanlage | 105498 Info Katalog       | weitere Bilder                      |
| Šluknov, Farní, Na příkopě, Budišínská, Nerudova (Standort)   | Wenzelskirche                                              | Kirche des hl. Wenzel, errichtet 1711–1722 nach Plänen von Johann Lucas von Hildebrandt und Octavio Broggio                                                                                         | 36773/5-3968 Info Katalog | weitere Bilder                      |
| Šluknov, im Park nördlich der Kirche (Standort)               | Statue des hl. Wenzel                                      | Statue des hl. Wenzel (im Park nördlich der Kirche), urspr. in der Stadt am Weg nach Rožany (1851)                                                                                                  | 36106/5-3972 Info Katalog | weitere Bilder                      |
| Šluknov (Standort)                                            | Statue des hl. Johannes des Täufers                        | Statue des hl. Johannes des Täufers (im Park nördlich der Kirche), urspr. nördlich der Stadt am Weg nach Rožany (1768)                                                                              | 20818/5-3971 Info Katalog | Statue des hl. Johannes des Täufers |
| Šluknov (Standort)                                            | Statue des hl. Josef                                       | Statue des hl. Josef (im Park nördlich der Kirche), urspr. in der Straße ul. Dvořákova (1764) | 26824/5-3974 Info Katalog | weitere Bilder                      |
| Šluknov, nám. Míru (Standort)                                 | Pestsäule                                                  | Pestsäule – Dreifaltigkeitssäule mit Marienkrönung sowie Statue des hl. Florian, hl. Wenzel und hl. Johannes von Nepomuk von Josef Klein aus Česká Kamenice (1751/1752)                             | 34340/5-3970 Info Katalog | weitere Bilder                      |
| Šluknov, nám. Míru (Standort)                                 | Brunnen                                                    | Brunnen | 15235/5-3986 Info Katalog | weitere Bilder                      |
| Šluknov, náměstí Míru 371 (Standort)                          | Gedenktafel am Haus Nr. 371                                | Gedenktafel am Haus Nr. 371 zur Erinnerung an den Stadtbrand vom 15. April 1577 | 12559/5-5550 Info Katalog | weitere Bilder                      |
| Šluknov, T. G. Masaryka 321, náměstí Míru, Karlova (Standort) | Stadtsparkasse – Kulturhaus                                | Ehem. Stadtsparkasse, jetzt Kulturhaus | 100288 Info Katalog       | weitere Bilder                      |
| Šluknov, T. G. Masaryka 638 (Standort)                        | Villa-Stadtbibliothek                                      | Villa, jetzt Stadtbibliothek | 105301 Info Katalog       | weitere Bilder                      |
| Šluknov, T. G. Masaryka 709 (Standort)                        | Statue des hl. Antonius                                    | Statue des hl. Antonius | 12561/5-5518 Info Katalog | weitere Bilder                      |
| Šluknov, Dr. Edvarda Beneše 82 (Standort)                     | Bauernhaus Nr. 82                                          | Bauerngehöft | 41269/5-3980 Info Katalog | Bauernhaus Nr. 82                   |
| Šluknov, Dr. Edvarda Beneše 81 (Standort)                     | Brücke mit Statue des hl. Antonius                         | Statue des hl. Antonius auf der Straßenbrücke am Haus Nr. 81 (ul. Dr. Edvarda Beneše) | 24129/5-3985 Info Katalog | weitere Bilder                      |
| Šluknov, Dr. Edvarda Beneše 37 (Standort)                     | Bauernhaus Nr. 37                                          | Bauerngehöft | 39349/5-3976 Info Katalog | Bauernhaus Nr. 37                   |
| Šluknov, Dr. Edvarda Beneše 38 (Standort)                     | Bauernhaus Nr. 38                                          | Bauerngehöft | 21632/5-3977 Info Katalog | Bauernhaus Nr. 38                   |
| Šluknov, Dr. Edvarda Beneše 5 (Standort)                      | Bauernhaus Nr. 5                                           | Bauerngehöft | 32961/5-3975 Info Katalog | Bauernhaus Nr. 5                    |
| Šluknov, Dr. Edvarda Beneše 39 (Standort)                     | Bauernhaus Nr. 39                                          | Bauerngehöft | 22674/5-3978 Info Katalog | Bauernhaus Nr. 39                   |
| Šluknov, Budišínská 745 (Standort)                            | Statue des leidenden Christus                              | Statue des leidenden Christus (Schmerzensmann) | 12557/5-5522 Info Katalog | weitere Bilder                      |
| Šluknov, Potoční 10 (Standort)                                | Bauernhaus Nr. 10                                          | Bauerngehöft, früher Nr. 177 | 46699/5-3987 Info Katalog | weitere Bilder                      |
| Šluknov, Försterova 51 (Standort)                             | Bauernhaus Nr. 51                                          | Bauerngehöft, früher Nr. 178 | 23893/5-3988 Info Katalog | weitere Bilder                      |
| Šluknov, Försterova 95 (Standort)                             | Bauernhaus Nr. 95                                          | Bauerngehöft, früher Nr. 179 | 32919/5-3989 Info Katalog | weitere Bilder                      |
| Šluknov, Försterova 21 (Standort)                             | Bauernhaus Nr. 21                                          | Bauerngehöft, früher Nr. 181 | 18174/5-3990 Info Katalog | weitere Bilder                      |
| Šluknov, Försterova 183 (Standort)                            | Bauernhaus Nr. 183                                         | Bauerngehöft | 34391/5-3991 Info Katalog | weitere Bilder                      |
| Šluknov, Svobodovo náměstí 160 (Standort)                     | Bauernhaus Nr. 160                                         | Bauerngehöft | 47041/5-3983 Info Katalog | weitere Bilder                      |
| Šluknov, Karlova 310 (Standort)                               | Haus Nr. 310                                               | Bauerngehöft mit Kachelofen | 18275/5-5941 Info Katalog | weitere Bilder                      |
| Šluknov, Sv. Čecha, am Haus Nr. 772 (Standort)                | Statue des hl. Franz von Assisi                            | Statue des hl. Franz von Assisi (1762) | 12560/5-5517 Info Katalog | weitere Bilder                      |
| Šluknov, am südlichen Stadtrand (Standort)                    | Kalvarienberg mit mehreren Skulpturen im Garten Gethsemane | Kalvarienberg – Kreuzweg mit mehreren Skulpturen im Garten Gethsemane - Kapelle des Letzten Abendmahls - zwölf Kreuzwegstationen - Skulpturen im Gethsemane-Garten - zwei Grotten und vier Kapellen | 30598/5-3984 Info Katalog | weitere Bilder                      |

### Královka (Königshain)
| Lage                   | Objekt            | Beschreibung | ÚSKP-Nr.                  | Bild              |
| ---------------------- | ----------------- | ------------ | ------------------------- | ----------------- |
| Královka 26 (Standort) | Bauernhaus Nr. 26 | Bauerngehöft | 38204/5-3996 Info Katalog | Bauernhaus Nr. 26 |

### Království (Königswalde)
| Lage                                    | Objekt   | Beschreibung                                  | ÚSKP-Nr.            | Bild           |
| --------------------------------------- | -------- | --------------------------------------------- | ------------------- | -------------- |
| Království, nördlich vom Ort (Standort) | Kreuzweg | Kreuzweg, nördlich vom Ort (blaue Markierung) | 105495 Info Katalog | weitere Bilder |

### Nové Hraběcí (Neugrafenwalde)
| Lage                        | Objekt             | Beschreibung | ÚSKP-Nr.                  | Bild |
| --------------------------- | ------------------ | ------------ | ------------------------- | ---- |
| Nové Hraběcí 107 (Standort) | Bauernhaus Nr. 107 | Bauerngehöft | 15940/5-3994 Info Katalog | BW   |

### Rožany (Rosenhain)
| Lage                                                                    | Objekt                                            | Beschreibung | ÚSKP-Nr.                  | Bild                                             |
| ----------------------------------------------------------------------- | ------------------------------------------------- | --- | ------------------------- | ------------------------------------------------ |
| Rožany 36 (Standort)                                                    | Alte Mühle                                        | Wassermühle, zwei rechteckige Holzbauten einer Mühle mit Keller, Portal von 1797, Mansarddach mit Schiefer gedeckt, Fachwerkbau mit Schieferverkleidung | 37902/5-3995 Info Katalog | Alte Mühle                                       |
| Rožany, am Rožanský potok, bei der ehem. Mühle Nr. 70 (Standort)        | Wehr und Mühlgraben am Rosenbach (Rožanský potok) | Ehem. Wehranlage (1720), urspr. gebaut für die Mühle Nr. 70 (eine von sechs Mühlen im Ort), Wehr und Mühlgraben in den 1850er und 1860er Jahren repariert und verändert, Verfall nach 1945. Am linken Ufer des Wehrs steht ein Steintor mit dem Datum 1720 und den Initialen HAL (Hans Adam Laske). Am rechten Ufer steht ein Tor mit Steinrahmen aus dem Jahr 1860 mit den Initialen FR. | 105924 Info Katalog       | BW                                               |
| Rožany, an der Landstraße nach Rožany, gegenüber Haus Nr. 71 (Standort) | Nischen-Kapelle mit einer Statue der Pietà        | Nischen-Kapelle mit einer Statue der Pietà | 12558/5-5514 Info Katalog | weitere Bilder                                   |
| Rožany, am Rožanský potok (Standort)                                    | Zwei Brücken über den Rosenbach (Rožanský potok)  | Zwei steinerne Bogenbrücken über den Rosenbach (Rožanský potok), etwa 90 m nördlich der Bushaltestelle Schluckenau, Rožany (Lage) bzw. 65 m südlich der Bushaltestelle Schluckenau, Rožany (Lage) | 101263 Info Katalog       | Zwei Brücken über den Rosenbach (Rožanský potok) |